# Sperry (Oklahoma)
Sperry is een plaats (town) in de Amerikaanse staat Oklahoma, en valt bestuurlijk gezien onder Tulsa County.

## Demografie
Bij de volkstelling in 2000 werd het aantal inwoners vastgesteld op 981.
In 2006 is het aantal inwoners door het United States Census Bureau geschat op 1026, een stijging van 45 (4,6%).

## Geografie
Volgens het United States Census Bureau beslaat de plaats een oppervlakte van
2,3 km², geheel bestaande uit land. Sperry ligt op ongeveer 190 m boven zeeniveau.

## Plaatsen in de nabije omgeving
De onderstaande figuur toont nabijgelegen plaatsen in een straal van 20 km rond Sperry.